# Jan Naruszewicz (zm. ok. 1616)
Jan Naruszewicz herbu Wadwicz (zm. ok. 1616) – łowczy litewski, poseł.
Syn Mikołaja, podskarbiego wielkiego litewskiego. Brat Krzysztofa, podskarbiego wielkiego litewskiego oraz Mikołaja, kasztelana żmudzkiego. Poślubił córkę wojewody mścisławskiego Iwana Wasylewicza Sołomereckiego. Ojciec Aleksandra, kasztelana żmudzkiego.
Pełnił urząd starosty łoździejskiego. W 1592 roku marszałek Trybunału Głównego Wielkiego Księstwa Litewskiego. Poseł na sejm zwyczajny 1597 roku z powiatu oszmiańskiego.